# Vincent van Oss
Vincent van Oss (Sterksel, 31 augustus 1960) is een Nederlands kunstschilder en kunstdocent. Hij woont en werkt in Amsterdam sinds 1990. en maakt abstracte schilderijen en werken op papier. Daarnaast geeft hij vanaf 1993 schilderlessen.

## Jeugd en opleiding
Vincent van Oss heeft zijn jeugd doorgebracht op een boerderij bij Sterksel, in Noord Brabant waar hij volgens eigen zeggen een verlegen, dromerig en introvert kind was. Door een leraar werd zijn artistieke aanleg onderkend en na auditie werd hij in 1979 aangenomen op de dagopleiding aan Sint Joost (de voormalige Koninklijke Academie voor Kunst en Vormgeving in Den Bosch), waar hij in 1984 afstudeerde. Kort daarop vertrok hij naar Amsterdam. Daar volgde hij van 1992 tot 1993 de Cursus Pedagogisch Didactische Bijscholing en sloot dit af met een diploma. Vanaf 1993 is hij naast kunstschilder ook kunstdocent bij MK24 in Amsterdam en geeft daarnaast schildercursussen op zijn eigen atelier.

## Start als kunstenaar
Niet toevallig is Vincent van Oss al vroeg in de abstracte kunst terecht gekomen. Gedurende zijn academiejaren op Sint Joost in Den Bosch kreeg hij les van de kunstenaars Ger Lataster en Lei Molin. Beide schilders zijn prominente vertegenwoordigers van de abstracte schilderkunst in Nederland vanaf c. 1950. Beiden gebruikten in hun werk een grote mate van openheid, wat ook al snel in het abstracte werk van Vincent van Oss naar voren kwam. 
Ook zijn frequente gebruik van knipsels en sjablonen tijdens deze studiejaren heeft een duidelijke relatie met de kunst van Lei Molin. Deze vroege sjablonen heeft Van Oss bewaard en later samen met nieuwe knipsels in zijn abstracte werk gebruikt  als zelfstandige, geprefabriceerde vormen.

## Artistieke werk
De werkwijze van Vincent van Oss is als volgt beschreven op de website van de kunstenaarsgroep Art-abstract, waar hij begin 2004 lid van werd:  
Van Oss knipt vaak eerst sjablonen die de kracht hebben om associaties op te kunnen roepen. Hij componeert deze middels montage in zijn schilderijen, en schildert ze daar meerdere keren 'om'. Uiteindelijk is er geen sprake meer van abstractie van de werkelijkheid, maar van een nieuwe werkelijkheid.
Toen van Oss circa 1989 eenmaal zijn eigen richting had gevonden, werkte hij graag met vormen die een duidelijke afbakening hadden. De kleurnuances hield hij daarbij beperkt, zodat er binnen zijn schilderij zeer duidelijke beelden ontstonden. Bovendien dacht hij in deze periode uitgebreid over zijn titels na. In 1996 hervatte hij deze aanpak. Later zou hij zijn vormentaal gaan ophangen aan één enkele oervorm, van waaruit volgens hem alle andere vormen zijn ontstaan. Hij beschrijft dit in 2010 als volgt:
"De oervorm meandert, gaat mee met de stroom. Hij is flexibel en conformerend. De oervorm is eindeloos te veranderen. De mogelijkheid om voortdurend vanuit deze vorm te scheppen ligt er voor mij in besloten. Van daaruit ontstaan afgeleide vormen of gedaantes als producten van waaruit ik kan bouwen en toveren. De vormen zijn er; ik laat ze zien en pas ze toe."
Vanaf 2017 begon van Oss vaker driedimensionale kunst te maken naast zijn schilderen: sculpturen en installaties. Sinds 2020 maakt hij zijn driedimensionale werk uit allerlei gebruikte voorwerpen en producten, die hij bij elkaar scharrelt in tweedehands winkels. Speciale aandacht hebben voor hem de spullen van en voor kinderen, vanwege de aantrekkelijke eenvoud die deze voor hem bezitten.

## Exposities (selectie)
- 1989           solo-expositie in Galerie Goem, Nijmegen[9]
- 1990 - 1993    diverse solo-exposities in A'pert gallery, Amsterdam[10]
- 1992           solo-expositie bij de Schorerstichting, Amsterdam[11]
- 1994 + 1998    exposities tijdens Gaypride Amsterdam
- 1995           'Wat de koningin ook mag zien', expositie in galerie W 139, Amsterdam[12]
- 1995 - 2012    diverse exposities in eigen atelier, tijdens Atelierroute
- 2000           solo-expositie in galerie De Opsteker, Amsterdam[13]
- 2004 - 2008    groepsexposities met de Amsterdamse kunstenaarsgroep Art-abstract
- 2007           'Andy's 15 minutes of Fame', expositie in het Stedelijk Museum Amsterdam
- 2007 - 2012    solo-exposities in galerie Artistik, Amsterdam
- 2020           'Corona archives', in  galerie Nieuw-Dakota, Amsterdam